# Sa Marjal

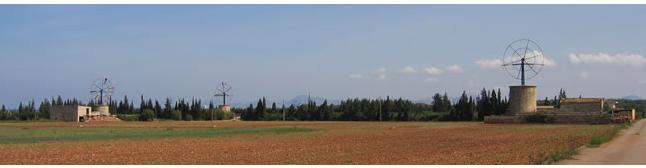
La marjal poblera

Sa Marjal era un terreny perimetral al voltant de s'Albufera d'amplada variable conformat per terrenys inundables a l'hivern i secs a l'estiu, llotosos i de mala qualitat, aptes, fonamentalment, per la ramaderia estacional. Tot i que moltes finques pròximes a s'Albufera tenien "marjal", a sa Pobla hi hagué una alqueria musulmana amb aquest nom, que no és citada al repartiment, però si en dates immediatament posteriors, cosa que fa pensar que formava part de la porció reial de l'Albufera.
Una part de sa Marjal fou establerta a colons i la restant passà a integrar una gran comuna de pasturatge de més de 1000 quarterades de terreny, instaurada juntament amb la fundació de la Pobla d'Uialfàs l'any 1300. L'any 1385 el rei Pere el Cerimoniós instaurà la Cavalleria de la Marjal en favor del cavaller Joan de Mora, conservant però els drets de pastura dels poblers. Aquesta concurrència d'interessos fou causa de múltiples conflictes i plets sobre els drets respectius que no finalitzaren fins que, el 1552, el seu darrer posseïdor Antoni Socies del Fangar renuncià a ella.